# Faye (Familienname)
Faye oder Fayé ist der Familienname folgender Personen:
- Abdoulaye Faye (Fußballspieler, 1978) (* 1978), senegalesischer Fußballspieler
- Abdoulaye Faye (Fußballspieler, 2004) (* 2004), senegalesischer Fußballspieler
- Alhagi Faye (* 1951), gambischer Fußballschiedsrichter
- Alice Faye (1915–1998), US-amerikanische Schauspielerin und Sängerin
- Amath Faye (* 1996), senegalesischer Leichtathlet
- Amaury Faye (* 1990), französischer Jazzpianist
- Amdy Faye (* 1977), senegalesischer Fußballspieler
- Antoine de La Faye (1540–1615), französisch-schweizerischer Geistlicher und Hochschullehrer
- Apollo Faye (* 1951), senegalesisch-französischer Basketballspieler
- Bassirou Diomaye Faye (* 1980), senegalesischer Politiker und Präsident
- Boots Faye (1923–1999), US-amerikanische Country-Musikerin
- Emmanuel Faye (* 1956), französischer Philosoph
- Éric Faye (* 1963), französischer Schriftsteller
- Fary Faye (* 1974), senegalesischer Fußballspieler
- Fatou Lamin Faye (* 1954), gambische Politikerin
- Gaël Faye (* 1982), französischer Sänger und Schriftsteller
- George de la Faye (1699–1781), französischer Wundarzt in Paris
- Gnima Faye (* 1984), senegalesische Sprinterin
- Guillaume Faye (1949–2019), französischer Journalist und Autor
- Hélène-Frédérique de Faye-Jozin (1871–1942), französische Komponistin
- Hervé Faye (1814–1902), französischer Astronom
- Ibou Faye (1969–2025), senegalesischer Leichtathlet
- Ida Faye-Hydara, gambische Frauenrechtlerin
- Jean-Pierre Faye (* 1925), französischer Schriftsteller, Philosoph und Historiker
- Jean-François Leriget de La Faye (1674–1731), französischer Adeliger, Diplomat und Mäzen
- Johan Faye (1889–1974), norwegischer Segler
- John Colley Faye, gambischer Politiker
- Julia Faye (1892–1966), US-amerikanische Schauspielerin
- Léopold Faye (1828–1900), französischer Politiker
- Mame Faye (* 1986), senegalesische Fußballschiedsrichterin
- Pape Omar Fayé (* 1987), senegalesischer Fußballspieler
- René Faye (1923–1994), französischer Radrennfahrer
- Safi Faye (1943–2023), senegalesische Filmemacherin
- Sérigné Faye (* 2004), senegalesischer Fußballspieler
- Sheikh Tidiane Faye (* 1948), gambischer Leichtathlet
- Shon Faye (* 1988), englische Autorin und Journalistin
- Whit Holcomb-Faye (* 1984), US-amerikanischer Basketballspieler

Siehe auch:
- Fay
- Fye